# Величкин, Василий Иванович
Василий Иванович Величкин (4 ноября 1931, Новочеркасск, Северо-Кавказский край — 21 августа 2024) — советский и российский геолог, специалист в области радиогеоэкологии, геологии и геохимии природных радионуклидов, член-корреспондент РАН (2000).

## Биография
Родился 4 ноября 1931 года в городе Новочеркасске Ростовской области в семье медицинских работников.
В 1954 году окончил геологоразведочный факультет Московского института цветных металлов и золота имени М. И. Калинина.
После окончании ВУЗа был направлен в Степную экспедицию Первого главного геологоразведочного управления Министерства геологии и охраны недр СССР (Целиноградская область, Казахстан), где работал участковым, старшим и главным геологом геологоразведочных партий, занимаясь поисками и разведкой урановых месторождений.
С 1959 по 1962 годы — учёба в аспирантуре Института геологии рудных месторождений, петрографии, минералогии и геохимии ИГЕМ АН СССР.
В 1962 году — защитил кандидатскую диссертацию, тема: «Геологическая позиция и особенности структуры Октябрьского рудного поля и месторождения».
С 1962 года — работает в Институте геологии рудных месторождений, петрографии, минералогии и геохимии АН СССР (с 1991 года — РАН).
В 1989 году — защитил докторскую диссертацию, тема: «Эндогенный режим и рудообразование срединных массивов Средней Европы».
С 1991 по 1998 годы — директор отделения геологии урана и радиогеоэкологии ИГЕМ РАН, а после его реструктуризации с 1998 года — заведующий лабораторией радиогеологии и радиогеоэкологии.
С 1991 по 2005 годы — заместитель директора ИГЕМ.
В 2000 году — избран членом-корреспондентом РАН.
Умер 21 августа 2024 года в возрасте 92 лет.

## Научная деятельность
В период с 1960 по 1980-е годы — вел изучение геологии урановых, золотых и оловянных месторождений Северного Казахстана, решая при этом региональные геологические и металлогенические задачи.
В период с 1964 по 1990 годы — одновременно работал в ГДР, где принимал участие в исследовании жильных урановых, оловянных, флюоритовых и полиметаллических месторождений, геологии Рудногорского рудного района и Богемского массива.
Совместно с коллективом возглавляемой лаборатории занимался разработкой одной из фундаментальных ключевых проблем радиогеоэкологии — закономерностей проявления в геологической среде процессов миграции и концентрации биологически опасных естественных и техногенных радионуклидов, а также других высокотоксичных химических веществ. В результате проведенных исследований получил данные о химических, физико-химических и физических взаимодействиях радионуклидов с горными породами, техногенными материалами и искусственными материальными смесями и отдельными минералами в условиях различных температур и давления.
Полученные сведения легли в основу геологического обеспечения безопасного длительного хранения отработанного ядерного топлива и подземного захоронения высокорадиоактивных отходов в недрах Земли.
Внес важный вклад в разработку научных основ реабилитации территорий, подвергшихся радиационному загрязнению.
Участововал в детальном комплексном изучении Стрельцовского урановорудного поля (Восточное Забайкалье) — единственного в России предприятия, добывающего и перерабатывающего урановые руды (в связи с возникшим острым дефицитом сырьевой базы природного урана).
Автор и соавтор более 150 научных публикаций, в том числе трех монографий.
Делегат 30-й (Пекин, 1996 год) и 32-й (Флоренция, 2004 год) сессий Международного геологического конгресса.

## Награды
- Медаль "Ветеран труда" (1985)[1][2]
- Медаль "В память 850-летия Москвы" (1997)[1][2]
- Благодарность Президента Российской Федерации (5 февраля 2024 года) — за заслуги в развитии отечественной науки, многолетнюю плодотворную деятельность и в связи с 300-летием со дня основания Российской академии наук[4]